# روبرت جاكسون (لاعب كرة قدم أمريكية)
روبرت جاكسون (بالإنجليزية: Robert Jackson)‏ هو لاعب كرة قدم أمريكية أمريكي، ولد في 10 أكتوبر 1958 في بلدة ألندل في الولايات المتحدة.

## وصلات خارجية
- روبرت جاكسون على موقع مرجع كرة القدم المحترفة.كوم (الإنجليزية)